# Língua de sinais finlandesa
A Língua de Sinais Finlandesa (em Portugal: Língua Gestual Finlandesa) é a língua de sinais (pt: língua gestual) usada pela comunidade surda da Finlândia, pelo que tem cerca de 5000 utilizadores.
Surgiu a partir da Língua de Sinais Sueca, mas em meados do século 19 foi separada como língua independente.
A legislação finlandesa reconheceu esta língua de sinais como uma das línguas nacionais da Finlândia, em 1995, quando foi incluída na nova constituição. A Finlândia tornou-se, então, o terceiro país do mundo a reconhecer a língua de sinais como uma língua natural e o direito de utiliza-lo como língua materna. Cursos em língua gestual foram implementados, desde a década de 1960, na Finlândia.